# Univerzalna gramatika
Univerzalna gramatika je pojam iz lingvistike. Chomsky tvrdi da su čovjeku urođeni obrasci gramatike koji nisu obrasci samo za jedan određeni jezik, već su obrasci gramatike za sve ljudske jezike. Drugim riječima, jezična sposobnost je genetički uvjetovana.
Posjedovanje jezika je svojstvo vrste homo sapiens i ona je zajednička svim pripadnicima naše vrste. Slična sposobnost se ne može pronaći među ostalim životinjskim vrstama. Dakle, jezična sposobnost je ono što čovjeka razlikuje od životinje.